# Stazione di Compre-San Vincenzo
La stazione di Compre-San Vincenzo è una fermata ferroviaria posta sulla ferrovia Avezzano-Roccasecca. Serve le località di Le Compre e San Vincenzo Ferreri, frazioni del comune di Sora.

## Storia
La fermata di Compre-San Vincenzo venne attivata il 21 aprile 1938.

## Strutture e impianti
Nell'estate del 2022 la Stazione, insieme all'intera linea, è stata interessata da lavori di rinnovo dell'armamento e attrezzaggio propedeutico per l'installazione del sistema di segnalamento di ultima generazione di tipo ETCS Regional livello 2/3, che verrà ultimato negli anni successivi.

## Servizi
- Sala d'attesa